# Habranthus jamesonii
Habranthus jamesonii är en amaryllisväxtart som först beskrevs av John Gilbert Baker, och fick sitt nu gällande namn av Pierfelice Ravenna. Habranthus jamesonii ingår i släktet Habranthus och familjen amaryllisväxter. Inga underarter finns listade i Catalogue of Life.